# Жорж Мінне
барон Жорж Мінне (George Minne, 30 серпня 1866, Гент, Бельгія — 20 лютого 1941, Сінт-Мартенс-Латем) — бельгійський скульптор, художник і графік.

## Життя і творчість

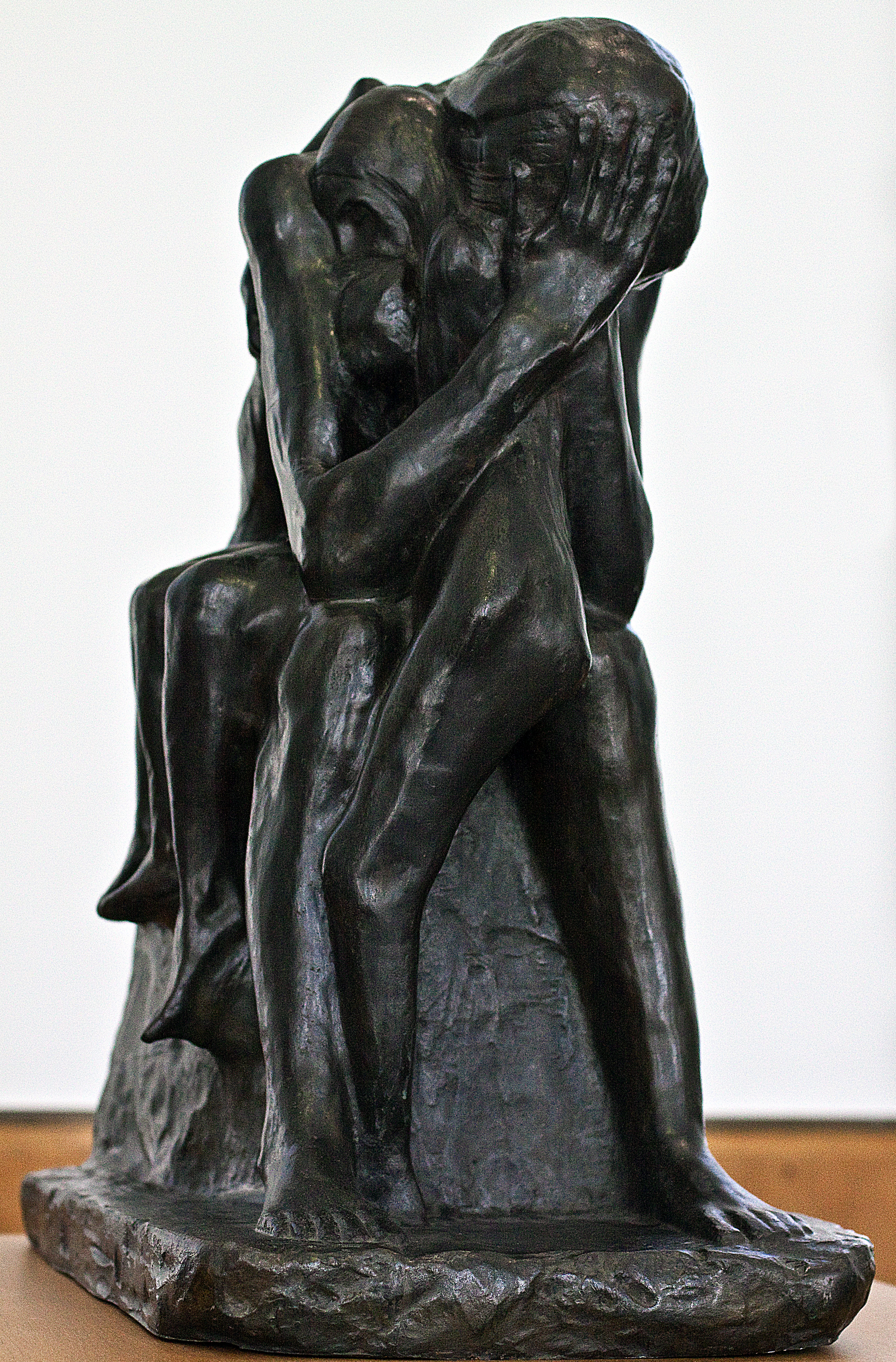
Ж. Мінне Згорьована мати з двомя дітьми (1888), музей Бойманс ван Бенінген, Роттердам

У 1880 році Жорж Мінне поступив у Гентську Академію мистецтв на відділення архітектури. Потім тут же вивчав живопис і скульптуру. Ілюстрував книги (Serres, 1886 і Soeur Béatrice, 1900) співвітчизника-лауреата Нобелівської премії з літератури Моріса Метерлінка, який був до того ж його особистим другом.
У 1890 році Мінне виставив свої роботи разом з членами мистецької групи ХХ, до складу якої входили такі майстри, як Джеймс Енсор і Фернан Кнопфф. У 1891 році митець також вступив до цього арт-об'єднання. У тому ж році Мінне приїхав до Парижа, маючи бажання стати учнем Огюста Родена, однак прийнятий у його групу не був.
У 1895—96 роках художник навчався на курсі Шарля ван дер Стапена при Королівській академії наук і мистецтв у Брюсселі.
У 1899 році Жорж Мінне виїхав у Сінт-Мартенс-Латем, де спільно з живописцями Альбінусом ван дер Абеле, Валеріусом де Седелером, Альбертом Сервесом і Густавом ван де Вестійне започаткував колонію художників, що відома як Латемська школа (точніше 1-а Латемська школа), яка була подібна на німецьку колонію митців у Ворпсведе. Художники-члени колонії в Латемі писали свої твори у символістському стилі.
У 1912 році Жорж Мінне викладав у Гентській Академії мистецтв на посаді доцента. З початком Першої світової війни, і наближенням німецьких військ, митець і його дружина емігрували до Великої Британії, де жили в Уельсі.
По закінченні війни Мінне продовжив свою викладацьку діяльність. У 1930 році йому дарували титул барона.
Найбільший інтерес являють виконані Ж. Мінне під впливом містичного символізму і прерафаелітів скульптури — це зазвичай бронзові уклінні фігури, що випромінюють почуття болю або ніжності (наприклад, Мати і мертве дитя).